# Chris Davidson
Pour les articles homonymes, voir Davidson.
Chris Davidson est un surfeur professionnel australien né le 1er janvier 1978 à Sydney (Nouvelle-Galles du Sud) et mort le 24 septembre 2022 à Kempsey (Nouvelle-Galles du Sud).

## Décès
L'ancienne star du surf australien, Chris Davidson meurt le 24 septembre 2022 à South West Rocks à l'âge de 44 ans, sur la côte nord de la Nouvelle-Galles du Sud, entre Sydney et Brisbane, dans le sud est de l'Australie.
Dans la soirée du samedi 24 septembre, il se fait frapper à la tête devant un pub, sa tête heurte le sol. La police est sur les lieux quelques minutes après l'incident, les policiers le retrouve inconscient, il est donc transporté à l'hôpital puis décède peu de temps après dans la nuit.
30 minutes après l'homicide de Chris Davidson, la police australienne arrête et inculpe le principal suspect à son domicile pour "agression ayant entrainé la mort". Il s'agit de Grant Coleman, un homme de 42 ans et frère de Darren Coleman, entraîneur de la franchise de rugby à XV des Waratahs.

## Réactions
La mort de Chris Davidson crée quelques réactions dont celle de Kelly Slater dimanche 25 septembre (soit le lendemain de sa mort) sur les réseaux sociaux.
« J'ai perdu un autre soldat hier. J'ai eu beaucoup de bonnes batailles avec ce gars. L'un des surfeurs les plus naturellement talentueux que j'ai jamais connus. »
Nathan Hedge :
« il avait un cœur immense et vivait à plein régime. Love ya Bradda Davo. »
Mark Windon :
«Il était l'un des surfeurs les plus stylés que nous ayons jamais produits dans ce pays. Il était un talent prodigieux absolu et aussi flamboyant qu'il l'était dans l'eau».

## Carrière
Victoire
- 2008 Rip Curl Pro Seignosse (Landes, France) (WQS 6 étoiles)